# Medaljfördelning vid olympiska sommarspelen 1896
Vid olympiska sommarspelen 1896 fick vinnaren silvermedalj och tvåan bronsmedalj. Trean fick ingen medalj. I statistiken räknas ändå de tre första placerade idrottsmännen som guld-, silver- respektive bronsmedaljörer.
      Värdnation (Grekland)
| Plac. | Land            | Guld | Silver | Brons | Totalt antal medaljer | Placering efter antal medaljer |
| ----- | --------------- | ---- | ------ | ----- | --------------------- | ------------------------------ |
| 1     | USA             | 11   | 7      | 2     | 20                    | 2                              |
| 2     | Grekland        | 10   | 18     | 19    | 47                    | 1                              |
| 3     | Tyskland        | 6    | 5      | 2     | 13                    | 3                              |
| 4     | Frankrike       | 5    | 4      | 2     | 11                    | 4                              |
| 5     | Storbritannien  | 2    | 3      | 2     | 7                     | 5                              |
| 6     | Ungern          | 2    | 1      | 3     | 6                     | 6                              |
| 7     | Österrike       | 2    | 1      | 2     | 5                     | 8                              |
| 8     | Australien      | 2    | 0      | 0     | 2                     | 10                             |
| 9     | Danmark         | 1    | 2      | 3     | 6                     | 6                              |
| 10    | Schweiz         | 1    | 2      | 0     | 3                     | 9                              |
| 11    | Kombinationslag | 1    | 0      | 1     | 2                     | 10                             |